# Antena de Eltanin

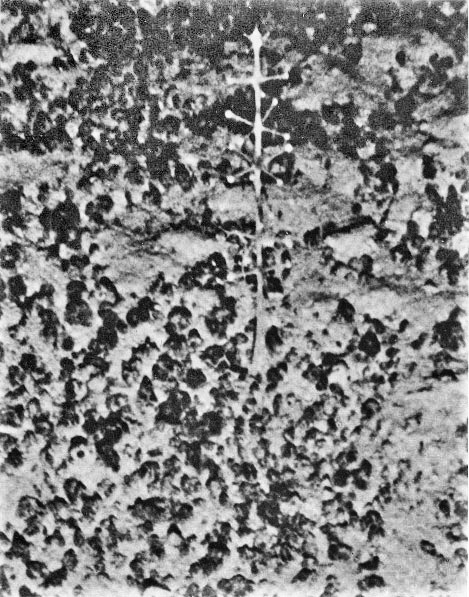
Foto del USNS Eltanin (1964).

La Antena de Eltanin es el nombre dado popularmente a un objeto inusual fotografiado en el fondo marino por el barco de investigación oceanográfica antártica USNS Eltanin en 1964, mientras fotografiaba el oeste del Cabo de Hornos.
Debido a su estructura regular, que recuerda a una antena de radio y su posición erguida en el suelo marino a una profundidad de 4.115 metros, algunos han sugerido que se podría tratar de un artefacto de una civilización antigua de gran desarrollo tecnológico ya desaparecida (como la mítica Atlántida), traída a la Tierra por extraterrestres o procedente del futuro.
Otros sostienen que la imagen corresponde a un ejemplar de la esponja Cladorhiza concrescens, descrita por primera vez por Alexander Agassiz en 1888 como sigue: “La estructura asemeja una antena larga, con un tallo prolongado que se ramifica en apéndices parecidos a brazos, distribuidos simétricamente por toda la estructura. Se anclan al suelo marino, y alcanzan hasta el metro y medio de altura”.